# Gaspar Ruiz
Gaspar Ruiz est une nouvelle de Joseph Conrad publiée en 1906.

## Historique
Gaspar Ruiz paraît en 1906 dans le Pall Mall Magazine, puis en 1908 dans le recueil de nouvelles A Set of Six (traduit en français par Six nouvelles).
Dans sa Note de l'auteur, Conrad mentionne sa source : « le livre du capitaine Basil Hall de la marine nationale, qui fut quelque temps, entre 1824 et 1828, le commandant en chef d'une petite escadre britannique sur la côte ouest de l'Amérique du Sud. »

## Résumé
Le général Santierra, compagnon de San Martin, le libérateur du Pérou et du Chili, nous raconte l'histoire de Gaspar Ruiz, héros malheureux, balloté entre les camps républicains et royalistes.

## Éditions en anglais
- Gaspar Ruiz, dans le Pall Mall Magazine de juillet à octobre 1906, en Angleterre.
- Gaspar Ruiz, dans le Saturday Evening Post de juillet à août 1906, aux États-Unis.
- Gaspar Ruiz, dans le recueil de nouvelles A Set of Six, chez l'éditeur Methuen and Co à Londres, en août 1908.

## Traduction en français
- Gaspar Ruiz, traduit par Pierre Coustillas, dans Conrad (dir. Sylvère Monod), Œuvres, t. III, Paris : Gallimard, coll. « Bibliothèque de la Pléiade », 1987.